# Sergey Chaplygin
Sergey Alexeyevich Chaplygin (tiếng Nga: Серге́й Алексе́евич Чаплы́гин; sinh ngày 5 tháng 4 năm 1869, Ranenburg – mất ngày 8 tháng 10 năm 1942, Novosibirsk) là nhà vật lý, toán học, kỹ sư cơ khí người Nga và Liên Xô.  Ông được biết đến như là tác giả của phương trình Chaplygin và một loại chất khí vũ trụ giả định được gọi là khí Chaplygin, được đăt theo tên của ông.
Chaplygin tốt nghiệp trường Đại học Quốc gia Moskva năm 1890, và sau đó trở thành giáo sư. Ông giảng dạy môn cơ khí tại trường  Đại học hóa học Moskva mang tên Lomonosov từ năm 1901, và giảng dạy toán ứng dụng tại Đại học kỹ thuật Moskva kể từ năm 1903. Nhà toán học Leonid I. Sedov là một trong những học trò của ông.
Những học thuyết của Chaplygin được truyền cảm hứng từ N. Ye. Zhukovsky, người đã sáng lập ra Viện khí động học trung ương. Những nghiên cứu ban đầu của Chaplygin bao gồm thủy cơ học. "Những nghiên cứu sưu tầm" của ông bao gồm 4 tập được xuất bản vào năm 1948.

## Danh hiệu và giải thưởng
- Anh hùng lao động xã hội chủ nghĩa (1/2/1941)
- 2 huân chương Lenin (1/2/1941 và 22/12/1933)
- 2 huân chương lao động cờ đỏ,  (10/7/1927 và một lần chưa rõ thời điểm)
- Giải thưởng Zhukovsky (1925)

Chaplygin được bầu vào Viện hàn lâm khoa học Nga (còn gọi là Viện Hàn lâm khoa học Liên Xô trong giai đoạn 1925-1991) kể từ năm 1924.
Miệng núi lửa Chaplygin trên mặt Trăng và thị trấn Chaplygin, Lipetsk Oblast nơi ông sinh ra đã được đặt theo tên ông.